# Galina Savitskaja
Galina Vladimirovna Savitskaja (Wit-Russisch: Галіна  Влади́мировна Савіцкая; meisjesnaam: Крісевіч; Krisevitsj) (Minsk, 13 juli 1961), is een voormalig basketbalspeelster die uitkwam voor het nationale team van de Sovjet-Unie. Ze werd Meester in de sport van de Sovjet-Unie. Ze heeft ook een Spaans paspoort.

## Carrière
Savitskaja begon haar carrière bij Horizont Minsk. Met die club werd ze in 1989 derde om het Landskampioenschap van de Sovjet-Unie. In 1989 ging ze naar Unión Navarra Pamplona in Spanje. In 1997 stapte ze over naar Ardoy Cizur. Ze werd verkozen tot beste basketbalster van Wit-Rusland.
Met het nationale team van de Sovjet-Unie won Savitskaja brons op de Olympische Spelen in 1988, goud in 1983 op het Wereldkampioenschap en vijf keer goud op het Europees Kampioenschap in 1980, 1981, 1983, 1985 en 1987. In 1984 won ze goud op de Vriendschapsspelen, en toernooi dat werd gehouden voor landen die de Olympische Spelen van 1984 boycotte.

## Erelijst
- Landskampioen Sovjet-Unie:
  - Tweede: 1989
- Olympische Spelen:
  - Brons: 1988
- Wereldkampioenschap: 1
  - Goud: 1983
- Europees Kampioenschap: 5
  - Goud: 1980, 1981, 1983, 1985, 1987
- Vriendschapsspelen: 1
  - Goud: 1984